# Lac de Vouliagméni
Le lac de Vouliagméni (grec moderne : Λίμνη Βουλιαγμένης) est un petit lac d'eau saumâtre alimenté par des courants souterrains qui s'infiltrent dans la masse rocheuse du mont Hymette. Il est situé au sud de Vouliagméni, en Grèce.

## Description
Le lac s'est formé il y a environ 2 000 ans. C'était autrefois une grande caverne qui s'est effondrée à la suite d'un tremblement de terre. Le contour du toit de la caverne peut être discerné de loin. 
Le lac est alimenté en eau de mer chaude par un réseau de grottes inondées, de sorte que sa température se situe généralement entre 21 et 24 °C, alors qu'une source d'eau douce réduit sa salinité à des niveaux saumâtres (14,5 – 18 psu).  
Sa grotte sous-marine n'a jamais été complètement explorée et sa sortie semble impossible à retracer même en utilisant la détection par sonar. De nombreuses expéditions sous-marines ont été menées afin de la cartographier, et quelques plongeurs amateurs se sont noyés en essayant[réf. nécessaire]. 
En raison de sa température d'eau chaude constante et de sa riche teneur en sulfure d'hydrogène, le lac fonctionne comme une station thermale depuis la fin du XIXe siècle.  

## Écologie
En 2008, des relevés scientifiques ont permis de recenser 12 espèces florales et 20 espèces animales vivantes. Le site abrite notamment une espèce d'anémone de mer endémique du lac et menacée (Paranemonia vouliagmeniensis (en)), ainsi que des grandes nacres (Pinna nobilis) et des anguilles d'Europe (Anguilla anguilla), deux espèces en danger critique d'extinction inscrites sur la liste rouge de l'UICN. En outre, des relevés effectués en 2010 ont mis en évidence la présence étonnante du molly voile (Poecilia latipinna), une espèce de poisson d'eau douce américaine pour la première fois observée dans les eaux européennes.   
Le lac a été déclaré monument naturel par l'État grec et fait partie du réseau Natura 2000 au titre des zones spéciales de conservation (ZSC) des habitats naturels.  